# Cyclopogon monophyllus
Cyclopogon monophyllus är en orkidéart som först beskrevs av John Lindley, och fick sitt nu gällande namn av Rudolf Schlechter. Cyclopogon monophyllus ingår i släktet Cyclopogon, och familjen orkidéer.
Artens utbredningsområde är Kuba. Inga underarter finns listade i Catalogue of Life.